# Калинів Міст
Кали́нів Міст —  село в Україні, у Пирятинській міській громаді Лубенського району Полтавської області. Населення становить 434 осіб. Орган місцевого самоврядування — Пирятинська міська рада

## Географія
Село Калинів Міст розміщене на правому березі річки Перевід, яка через 1 км впадає в річку Удай, вище за течією на відстані 2 км розташоване село Перевідне. Примикає до села Верхоярівка. Через село проходить автомобільна дорога Т 2501.

## Історія
12 червня 2020 року, відповідно до розпорядження Кабінету Міністрів України № 721-р «Про визначення адміністративних центрів та затвердження територій територіальних громад Полтавської області», село увійшло до складу Пирятинської міської громади.
19 липня 2020 року, в результаті адміністративно - територіальної реформи та ліквідації Питятинського району, село увійшло до складу новоутвореного Лубенського району.

## Економіка
- молочно-товарна ферма
- млин.

## Пам'ятки
У зводі пам'яток Пирятинського району записані наступі об'єкти:
- поселення, епоха бронзи, рання залізна доба (археол.)
- курган І (археол.)
- курган II (археол.)
- могила радянського воїна (1941) (іст.)

## Об'єкти соціальної сфери
- школа 1-2 ступенів
- дитячий садок

## Населення
Згідно з переписом УРСР 1989 року чисельність наявного населення села становила 487 осіб, з яких 232 чоловіки та 255 жінок.
За переписом населення України 2001 року в селі мешкали 433 особи.

### Мова
Розподіл населення за рідною мовою за даними перепису 2001 року:
| Мова       | Відсоток |
| ---------- | -------- |
| українська | 98,62 %  |
| російська  | 1,38 %   |

## Галерея

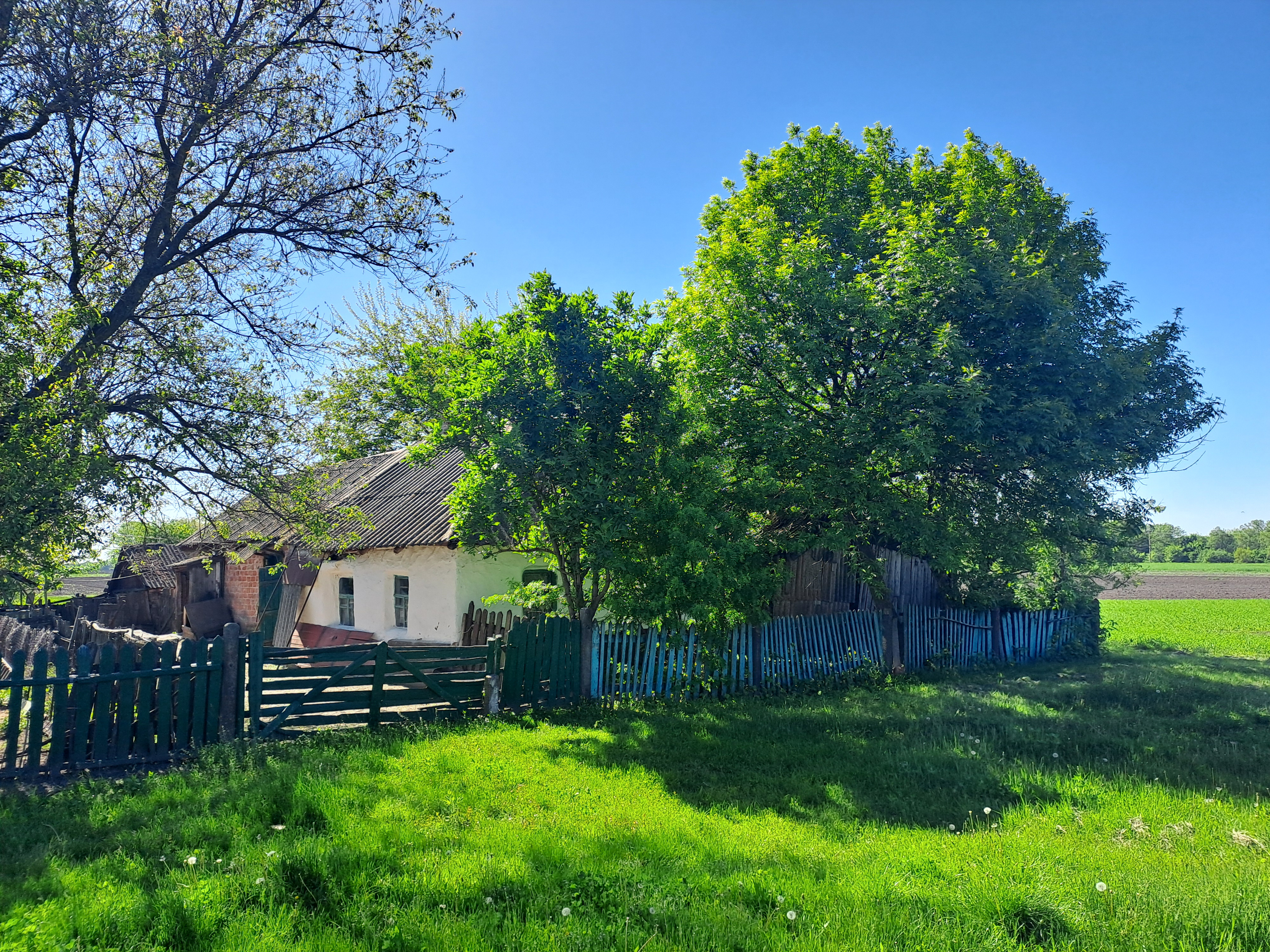
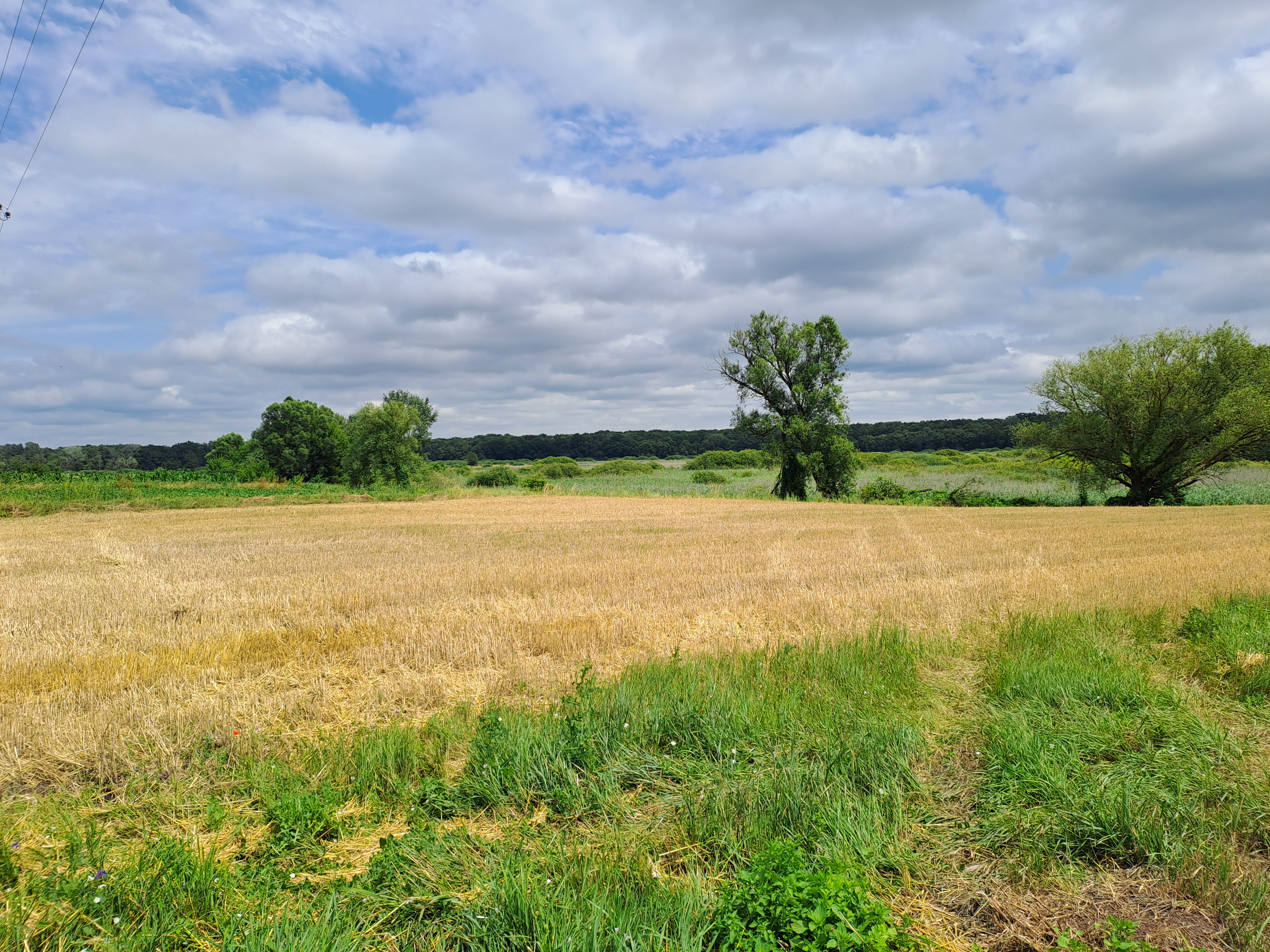
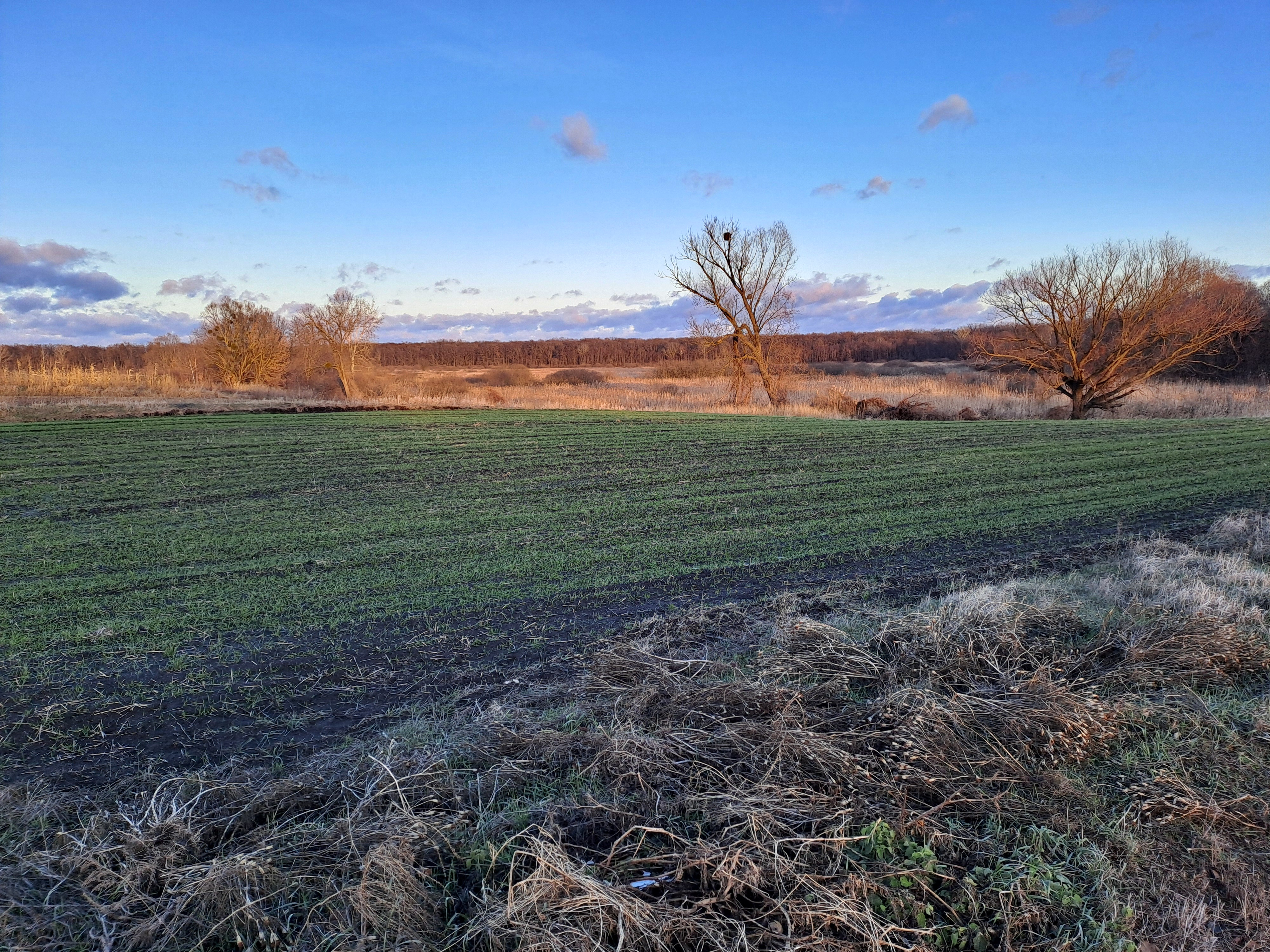
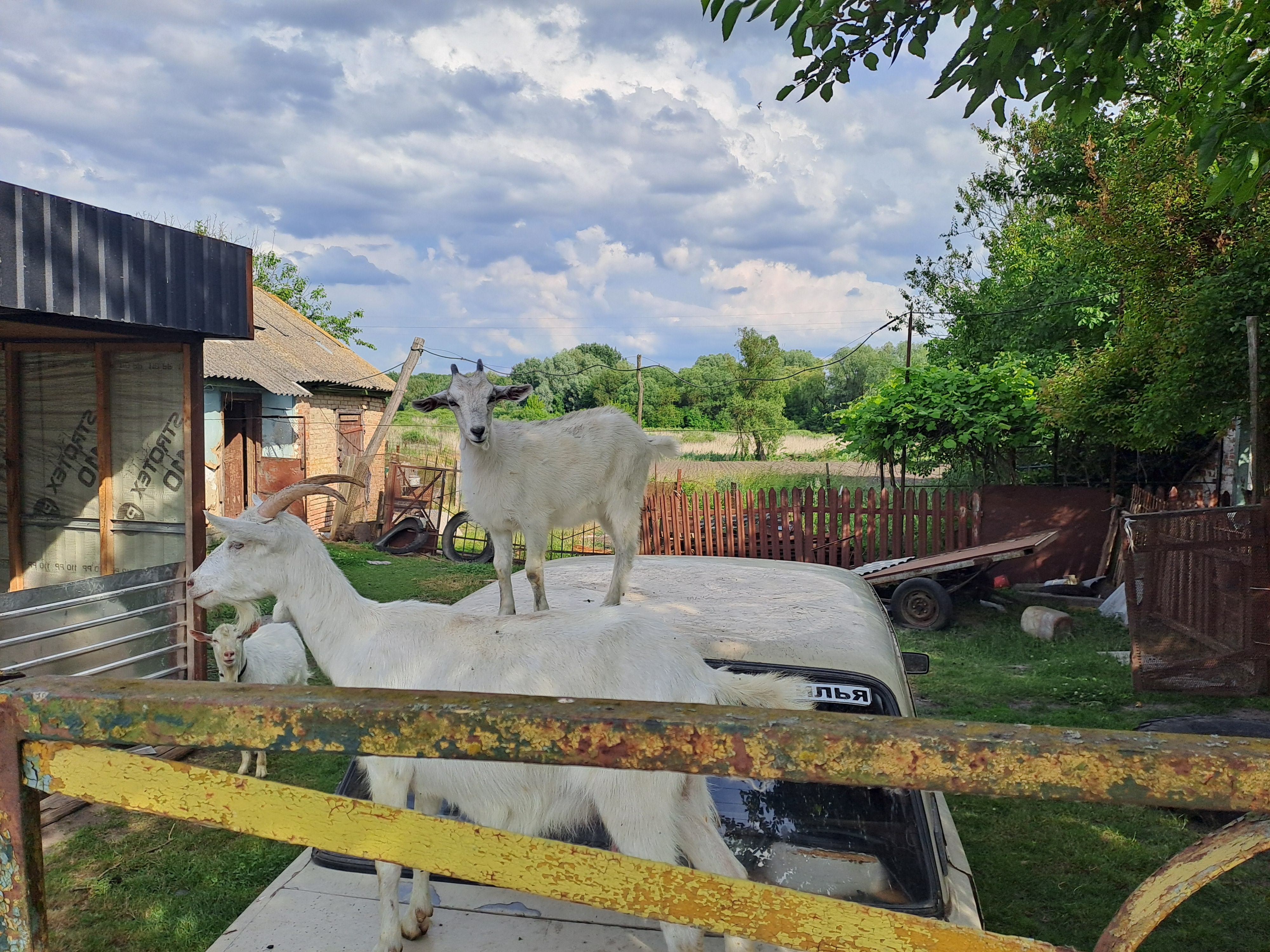
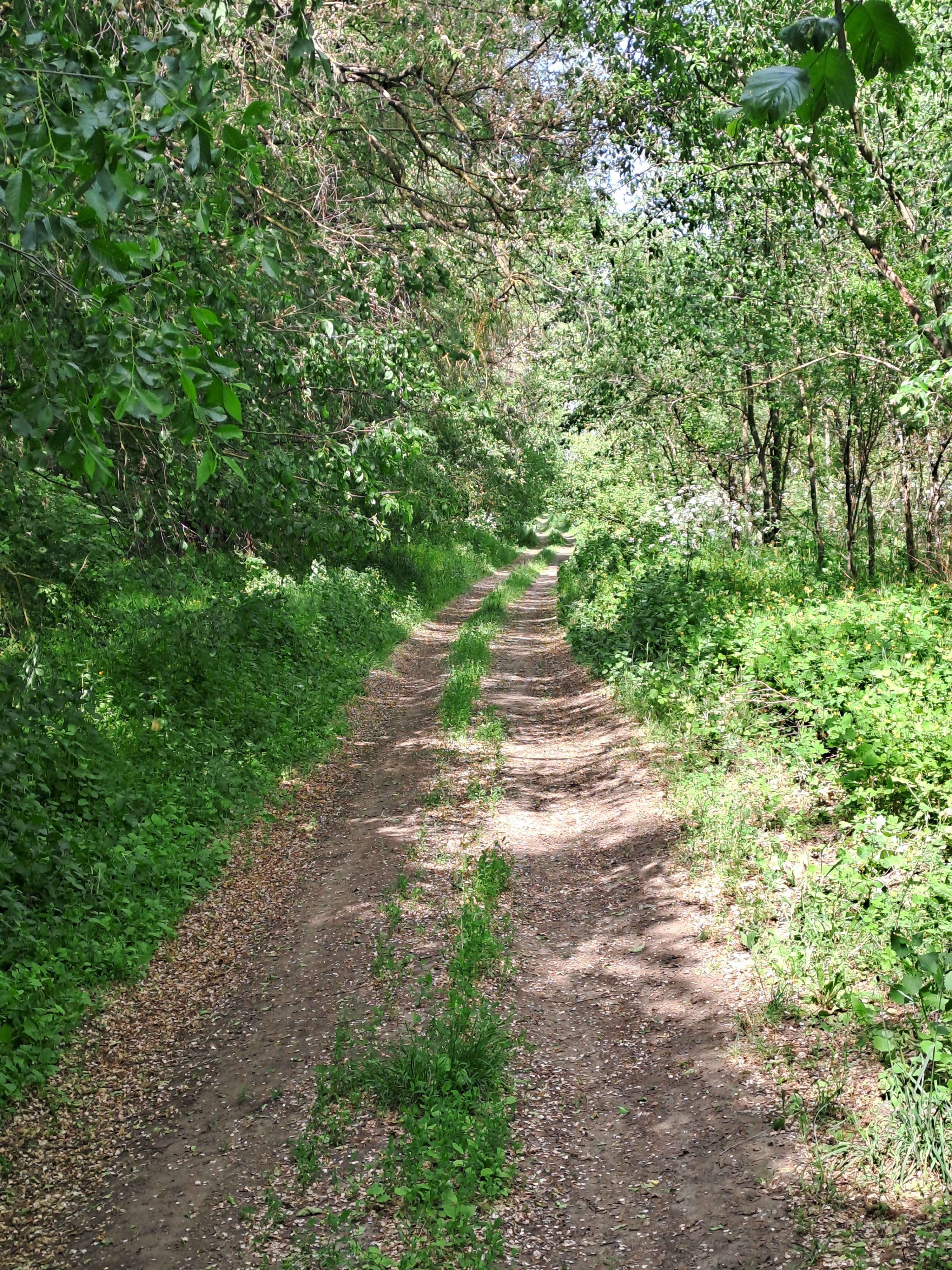
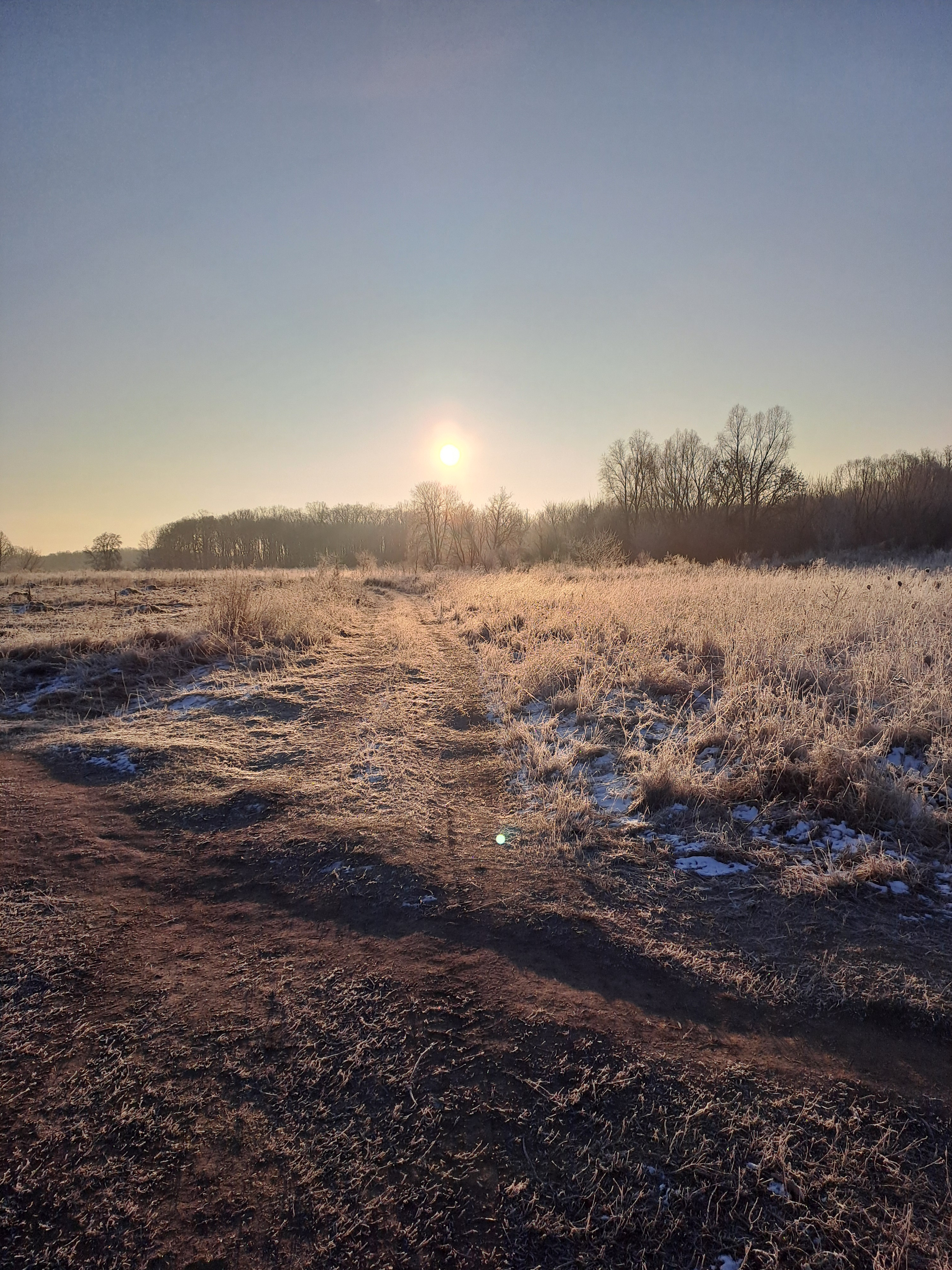

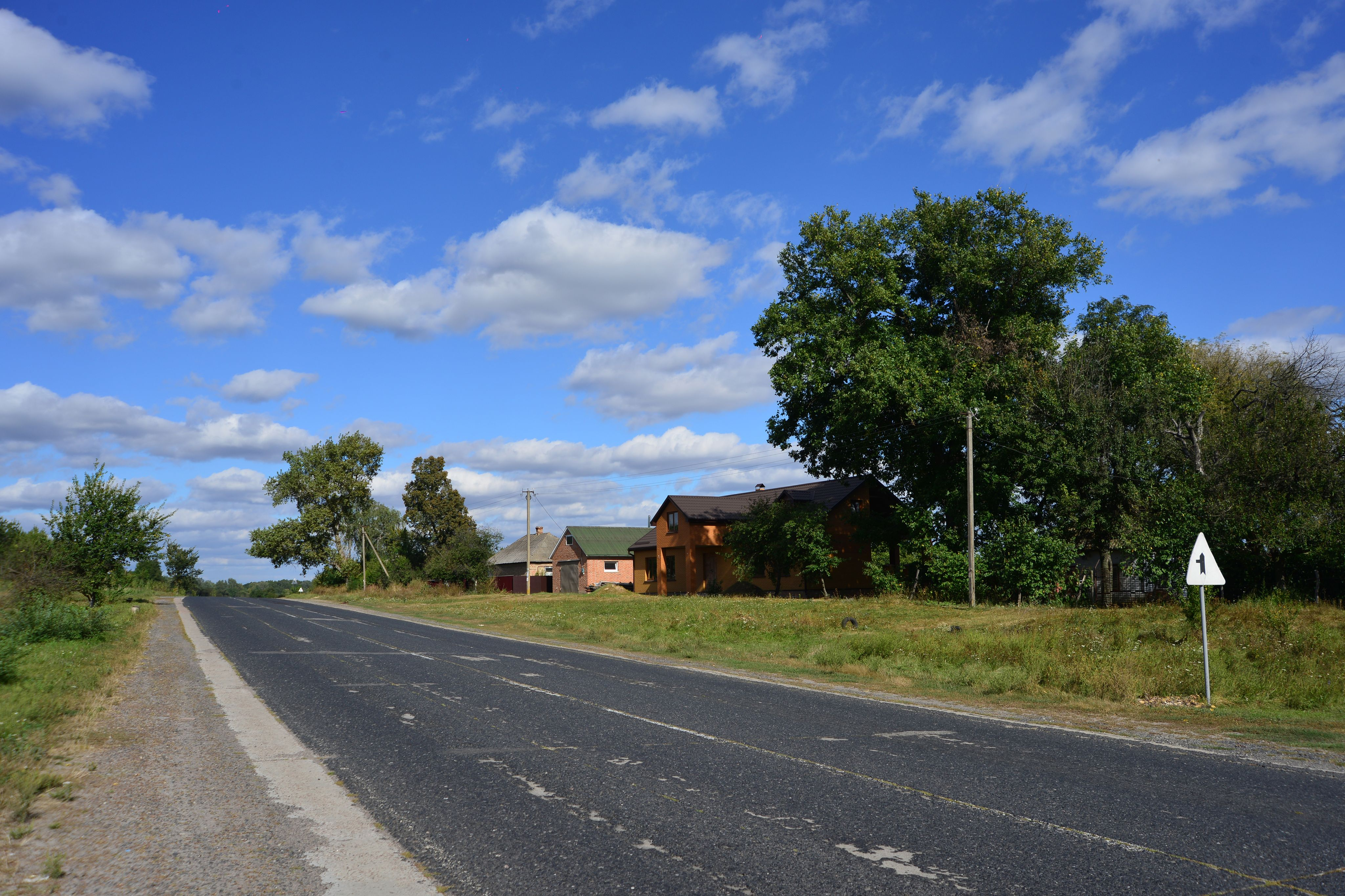
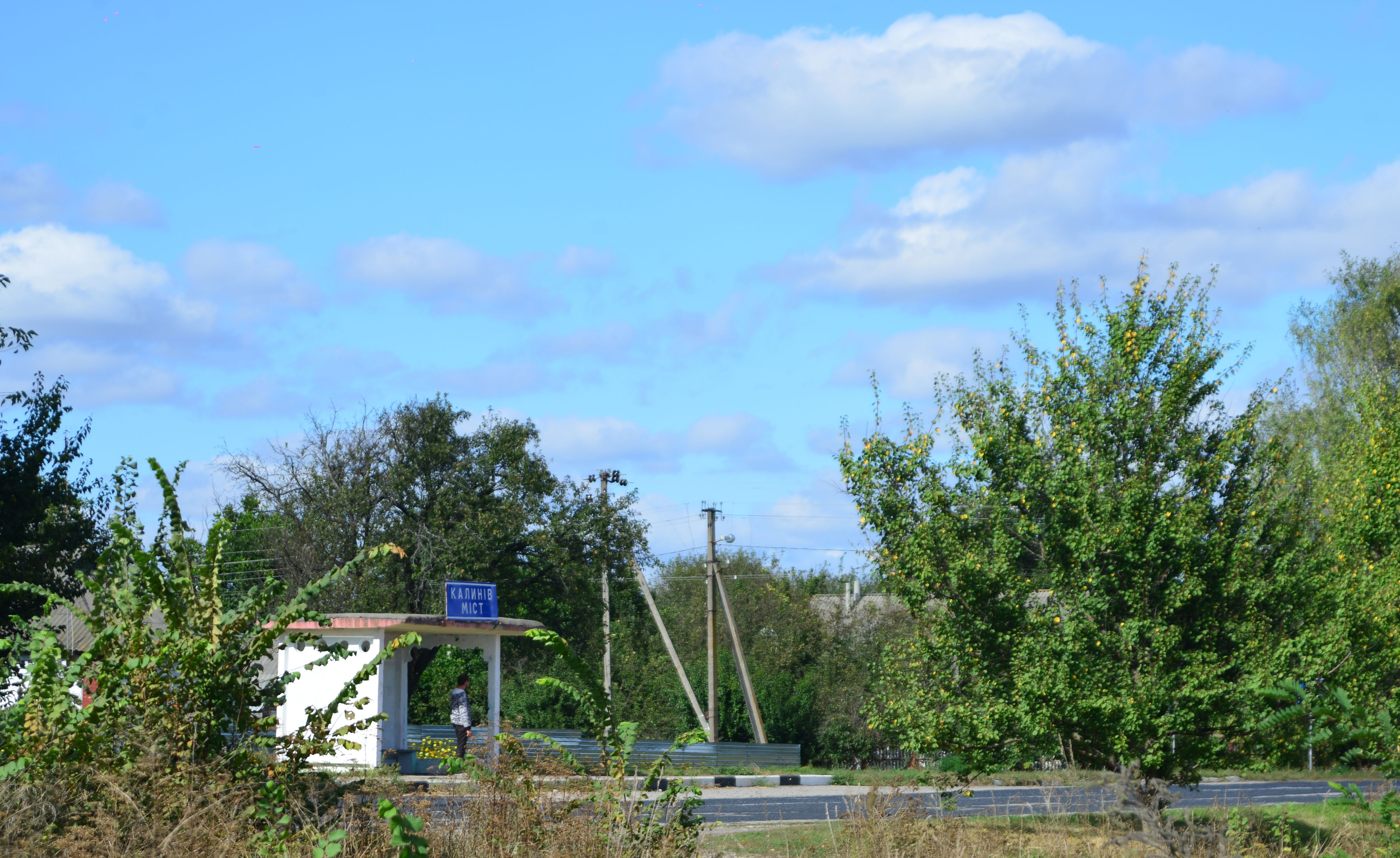

### Персоналії
- Мринська Віра Іванівна (1927—2005) — український вчений у галузі педагогіки та методики викладання математики, кандидат педагогічних наук, доцент (1981), Заслужений працівник народної освіти України (1994).
- Приходько Михайло Вікторович (1974—2024) — учасник російсько-української війни з 2023 року[6], похований на місцевому кладовищі.